# Тренчьянский Град
Тренчьянский Град (словац. Trenčiansky hrad) — замок в западной Словакии над городом Тренчин. Входит в список национальных памятников культуры Словакии.

## История
Замок возник, вероятно, на месте старого городища. Первые объекты, жилая башня и ротонда, были построены в XI веке. В конце XIII века замок стал принадлежать могущественному вельможе Матушу Чаку, который фактически контролировал территорию всей современной Словакии. В это время замок был расширен и перестроен. После смерти Матуша Чака до XV века замок принадлежал венгерскому королю. В XV веке замок стал имуществом Стефана Запольяи, который начал обширную перестройку всего замка. В 1540—1560 годах фортификацию замка усилили итальянские архитекторы. В 1790 году замок сгорел в пожаре. В XIX веке был законсервирован, позже  проводились реставрационные работы.

## Архитектура
- Матусова Башня (словац. Matúšova veža)

Матусова башня является старейшей постройкой Тренчьянского града и была основана в конце XI века. Изначально башня была отстроена в романском стиле, но позже, приблизительно в 1270 году, была перестроена в готическом стиле. Высота и расположение башни позволяли наблюдать окрестности крепости и город Тренчин с её вершины.
- Дворец Людовита (словац. Ľudovítov palác)

На вершине холма, где располагается Тречьянский град, рядом с Башней Матуса, расположен Дворец Людовита. Дворец построил в первой половине XIV века король Людовит Великий.
- Дворец Барбары (словац. Barborin palác)

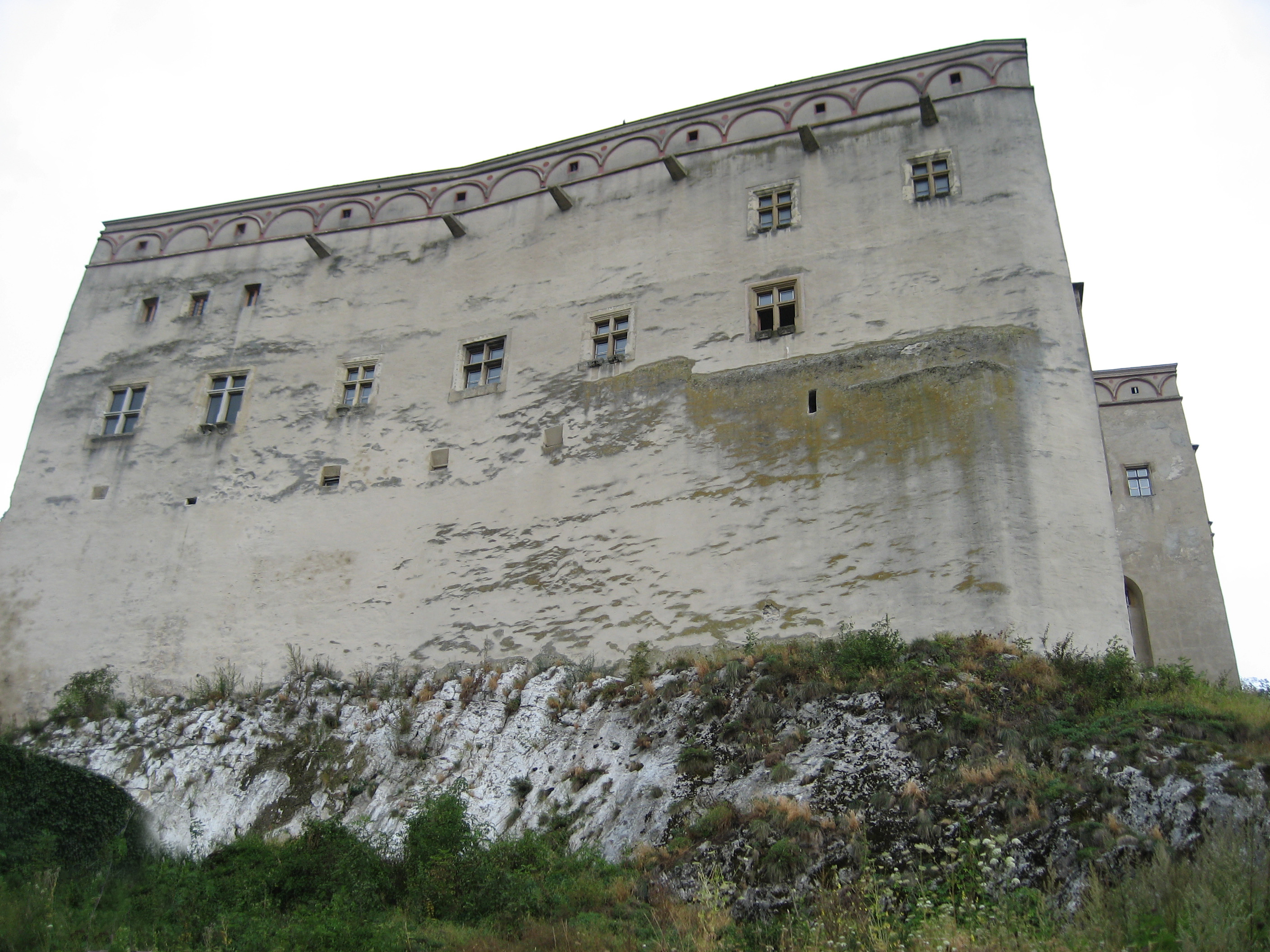
фасад дворца Барбары

Дворец Барбары построил Сигизмунд I Люксембургский для своей второй жены Барбары Цилли приблизительно в 1430 году. Для постройки использовались части опор и стен более старых построек вокруг Матусовой башни. Большую часть своей истории дворец использовался как здание для представлений и баллов.
- Дворец Запольского (словац. Zápoľského palác)

Дворец Запольского является наиболее поздней постройкой Тречьянского града. Это трехэтажное здание построено по указанию жены Штефана Запольского (словац. Štefana Zápoľského) в начале XVI века.
- Южные фортификации

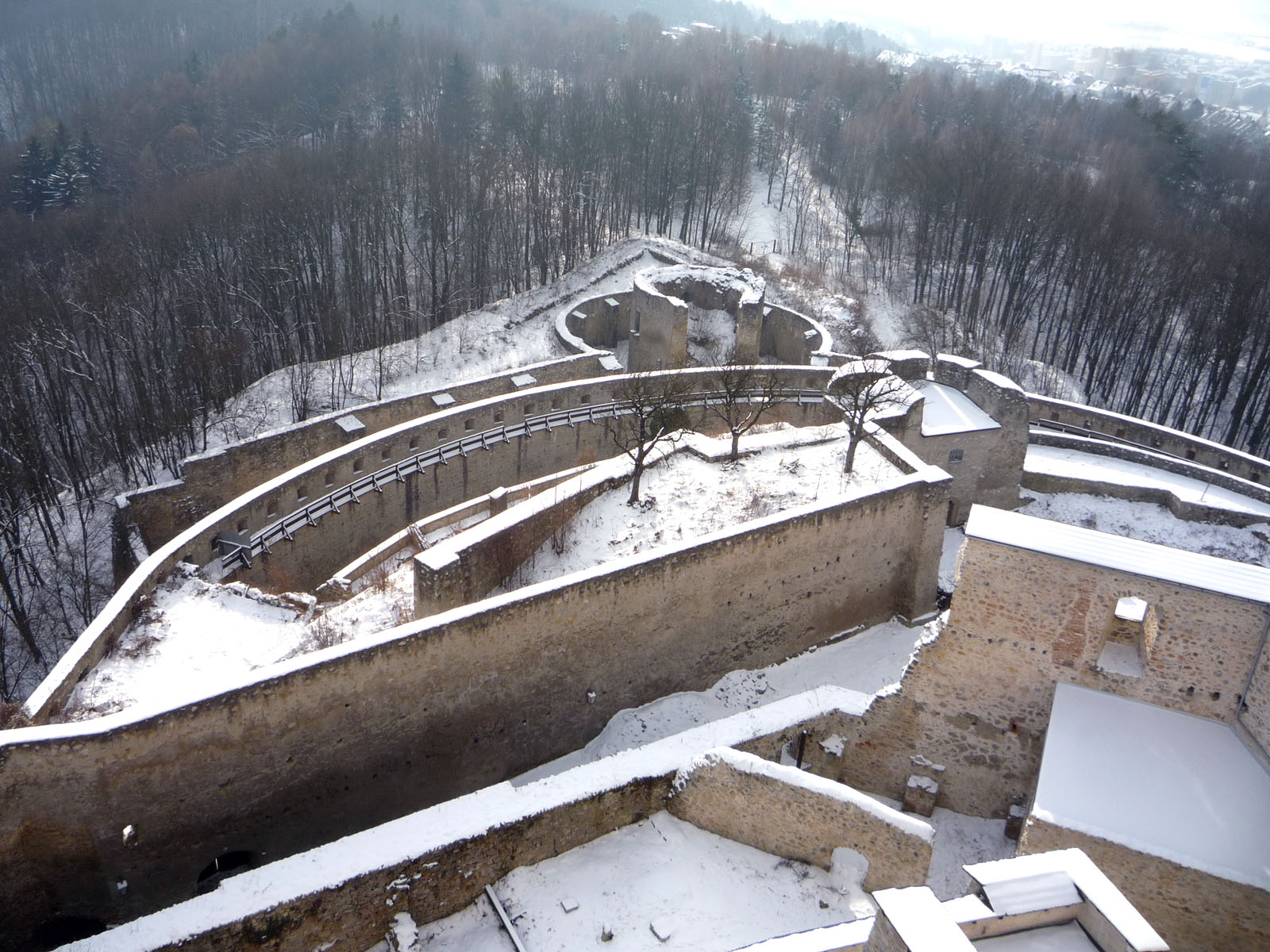
Южные фортификации

Построенный на вершине скалистого холма и потому практически неприступный, Тречьянский град оставался уязвимым для нападения лишь со стороны южного склона. Поэтому на южной стороне замка с начала XV и до XVIII вв. возводится уникальный комплекс оборонительных сооружений, так называемые Южные фортификации. Южный комплекс оборонительных построек состоит из трёх стен, разделённых двумя сухими рвами, и двух бастионов, на которых могла располагаться артиллерия.
- Пушечный бастион (словац. Delová bašta)

Бастион был построен в 1540 году под руководством Алексея Турзо (словац. Alexej I. Turzo). Его пушки должны были защищать мосты через реки Ваг и так называемые Верхние (водные) ворота Тренчина с прилегающей частью города, где в то время располагалась пороховая фабрика.
- Темница (Королевская башня)

Юго-восточный бастион цилиндрической формы, также называемый «Королевская башня», был построен в XV веке по указу Сигизмунда Люксембургского. Согласно местным легендам, впоследствии подвал башни глубиной 9 метров, куда можно попасть через отверстие 45х45 см, расположенное внутри постройки, использовался как городская темница. Однако до сих пор не найдено документов, подтверждающих эту версию.

## Настоящее время
На данный момент в замке располагается экспозиция Тренчинского музея. В коллекции музея, повествующей об истории края и крепости, собраны: предметы искусства, археологические находки, старинное оружие и мебель. Тренчьянский Град охраняется как национальный памятник истории Словакии